# ランデブー (宇宙開発)

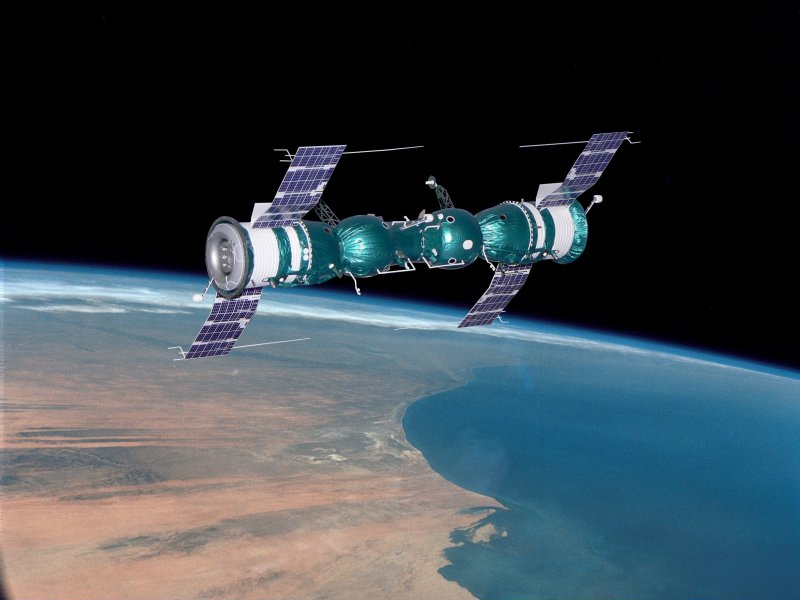
1969年1月16日に、2機の有人宇宙船の最初のドッキングを行った後のソユーズ4号とソユーズ5号のイメージ。

ランデブーまたはランデヴー（仏: rendezvous）とは、宇宙空間において2機以上の宇宙船、または宇宙船と宇宙ステーションなどが速度を合わせ、同一の軌道を飛行し、互いに接近する操作のことである。両者が結合するドッキング操作を含める場合も、含めない場合もある。また、宇宙探査機が小惑星などに速度を合わせ、同一の軌道を飛行することもランデブーと呼ぶことがある。

## 人工物体同士のランデブー

### ランデブーの歴史

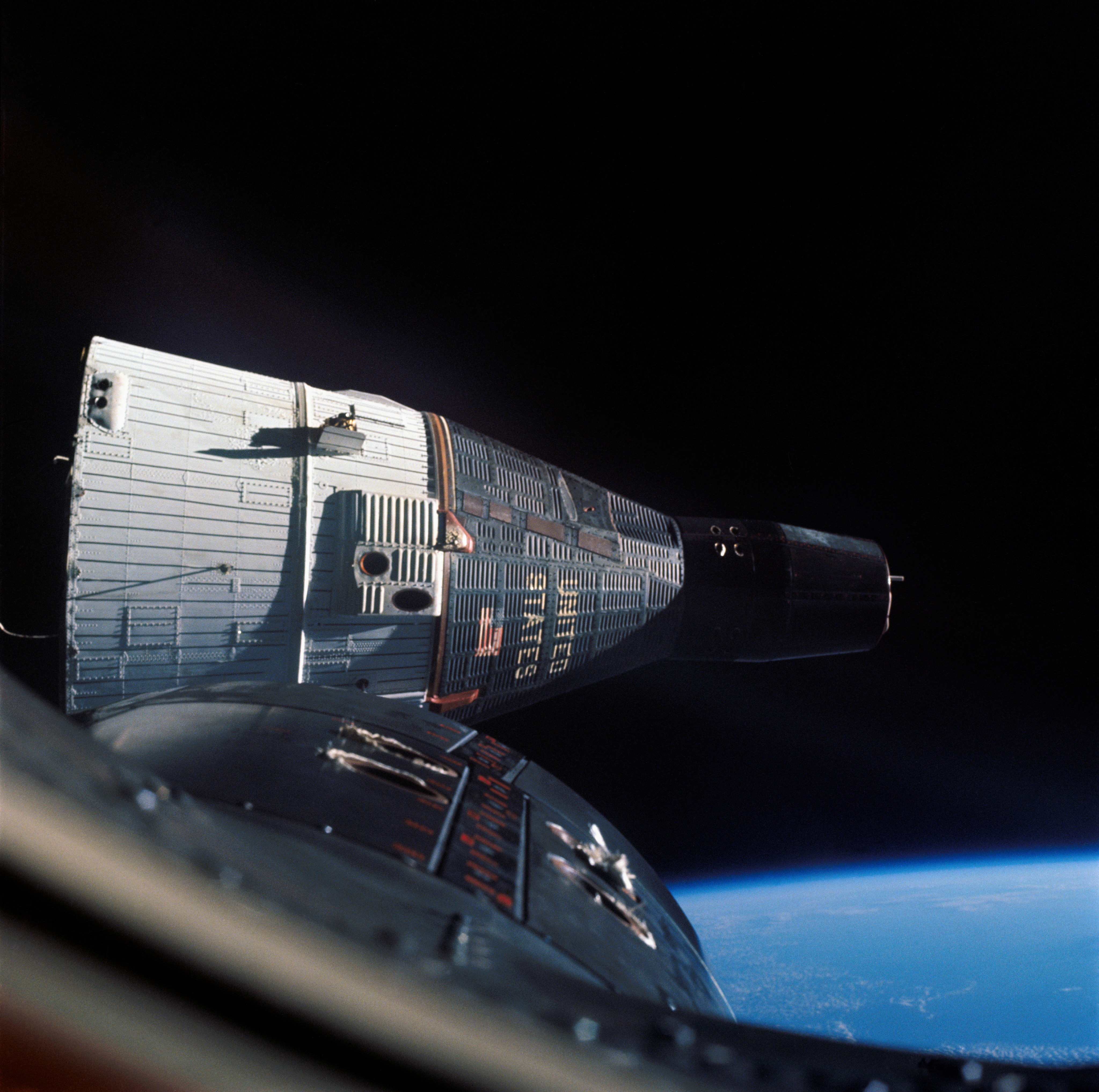
ジェミニ6号から撮影したジェミニ7号

1962年8月12日、ソビエト連邦の宇宙船ボストーク3号と4号が同時に飛行し互いに数kmの距離まで接近したが、当時のボストークにはまだ軌道変更操作を行えるほどの性能はなかったため、ランデブーは行われなかった。その後1963年6月16日にも、同様のことが5号と6号の間で行われた。これについて1990年に発行されたロシアの定期刊行物「G. サラフトディノーフ (G.Salakhutdinov)」には、初代主任設計技師ワシリー・ミシンの次の言葉が掲載された。
史上初のランデブーが行われたのは1965年12月15日のことで、アメリカの宇宙船ジェミニ6-A号が、軌道変更操作を行いジェミニ7号と30cmの距離まで接近した。操縦者はウォーリー・シラー飛行士であった。ただこの時はまだドッキング装置は装備されていなかったので、両機が物理的に接触することはなかった。この時のことについて、シラーは以下のように語っている。

### 最初のドッキング
初のドッキングに成功したのは1966年3月16日に発射されたジェミニ8号で、ニール・アームストロング飛行士の操縦により目標衛星アジェナ8号と機体を接合させた。
一方ソ連は、1967年10月30日に無人のコスモス186号と188号によって自動操縦によるドッキングに成功した。
1969年1月16日、ソ連の宇宙船ソユーズ4号とソユーズ5号が、有人宇宙船同士の史上初のドッキングに成功した。
地球軌道上で乗組員が宇宙船から別の宇宙船へ史上初の移動は、船外活動によって行われている。
異なる国の宇宙船が初めてドッキングしたのは1975年7月17日のことで、アポロ・ソユーズテスト計画においてアメリカのアポロ18号とソ連のソユーズ19号がドッキングし、飛行士が相互の宇宙船を訪問した。
初めて3機の宇宙船がドッキングを果たしたのは1978年1月のことで、ソ連の宇宙ステーションサリュート6号にソユーズ26号と27号が結合した。

### ランデブーの目的
現在頻繁に行われているランデブーの最大の目的は、宇宙ステーションへの飛行士の往還および物資の補給である。最初にその目的でランデブーが実施されたのは1971年6月6日に発射されたソ連のソユーズ11号だったが、帰還時に船内の空気が漏れる事故が発生し3名の飛行士が死亡した。それ以降、ランデブー飛行は6機のサリュートやスカイラブ、ミール、国際宇宙ステーション (ISS) などに対して数多く行われている。ISSは、ソユーズとスペースシャトル両方がドッキングできるような設計になっている。
無人船によるステーションへの補給作業も行われていて、ISSに対してはソユーズやプログレス補給船が自動誘導装置を使用する一方で、欧州補給機（ATV）はレーザー誘導システムを使って自動でドッキングをしている。
日本の宇宙ステーション補給機（HTV）も2009年9月11日、H-IIBロケットによって発射され、9月18日にISSとのドッキングを果たした。HTVは自動操縦ではなく、ISSに近寄った後、ロボット・アームに捕獲され船内からの操作によって結合される。
ランデブーはまた、ハッブル宇宙望遠鏡の修復作業のような様々な目的のためにも行われる。アポロ計画では月着陸船が月面に降り立った後、上昇段が再び離陸して月周回軌道上で司令・機械船とドッキングをした。またスペースシャトル「エンデバー」の最初の飛行 (STS-49) では、インテルサット6号 (F-3) 通信衛星が軌道変更を行えるよう、ロケットエンジンを取りつける作業が行われた。
将来的な可能性としては、現在計画中のハッブル自動操縦ロケットや、あるいは燃料を使い果たした静止衛星や静止軌道投入に失敗した衛星とランデブーを行うCX-OLEVなどが考えられる。CX-OLEVは衛星を所定の軌道に維持し、または使い終わった静止衛星を墓場軌道に乗せる。またその作業は一個の衛星だけに行われるものではなく、他の衛星に対してもくり返し使用することが可能である。静止トランスファ軌道から対地同期軌道への移行は数ヶ月かかるため、ホールスラスタ（イオンエンジン）を使用して徐々に行われる。
その他、21世紀初頭までに行われた主な宇宙船同士のドッキングおよび分離作業には、以下のようなものがある。
- ソユーズ宇宙船が、一旦ISSやサリュートにドッキングした後、機体を分離して他のドッキングポイントに移動した。
- アポロ計画において、サターン5型ロケットの第三段が地球周回軌道上でエンジンを再点火し、月軌道に移行してから1時間後に、月着陸船（LM[4]）を格納庫から取り出すために司令・機械船（CSM[5]）が一旦ロケットから分離された。その手順は以下に示す。この時司令船には飛行士が搭乗していたが、着陸船は無人であった。
  - まずCSMがロケットから分離され、LMを覆っていた四枚の保護パネルが展開した。
  - CSMが180°向きを変え、機首を着陸船の方に向けた。
  - CSMが機体を前進させ、LMとドッキングした（この時、LMはまだ第三段ロケットに接続されていた）。
  - 合体したCSMとLMが、ロケットから分離した。
- 技術試験衛星「おりひめ」と「ひこぼし」が、自動操縦による無人機同士のランデブー・ドッキング実験を行った。

不審な人工衛星を攻撃する一部の衛星攻撃兵器（ASAT）の行動も、ランデブーの範疇に含めることができる。ASATは爆発物や核兵器は使用せず、体当たりして目標を攻撃する。

## 小天体とのランデブー
- NEARシューメーカーが2000年にエロスとランデブーし、2001年に着陸した。
- はやぶさが2005年にイトカワとランデブーし、着陸・離陸した。
- ロゼッタが2014年にチュリュモフ・ゲラシメンコ彗星とランデブーし、着陸機を投下した。

## ランデブーの方法
ランデブーおよびドッキングの一般的な方法は、能動的飛行体を受動的飛行体に接近させることである。この方法はジェミニ計画、アポロ計画、アポロ・ソユーズテスト計画、サリュート、スカイラブ、ミール、ISSなどにおいて行われ、成功を収めてきた。能動的飛行体は目標に向かう前に待機軌道に乗り、その後姿勢制御装置を使用して減速しながら接近する。ドッキングする際の一般的な宇宙船の相対速度は、秒速0.03mから0.06mほどである。
Z軸接近およびV軸接近
スペースシャトル「アトランティス」の2001年7月の飛行 (STS-104) では、ISSとのドッキングでV軸接近が試みられた。V軸（速度ベクトル）は宇宙船の軌道の前方に伸びる仮想的な線のことで、STS-104はこの線をISSに向けることで与圧結合アダプタ (Pressurized Mating Adapter, PMA) にドッキングした。
R軸接近
アストロテック社はISSへの物資の運搬のために、伝統的なR軸接近を使用した運搬装置を提案している。